# Eenendertigen
Eenendertigen is een kaartspel, van origine afkomstig uit Frankrijk, waarbij het de bedoeling is 31 of een zo hoog mogelijke waarde te creëren met behulp van drie kaarten.
De spelregels van eenendertigen liggen niet 100% vast en verschillen per stad, streek of zelfs familie.

## Spelregels
1. Bij eenendertigen wordt er alleen gebruikgemaakt van de zogeheten piketkaarten, de zeven tot en met de aas: aas komt overeen met 11 punten, plaatjes zijn 10 punten, en de rest heeft de eigen waarde. Bij het begin van het spel worden de kaarten geschud en de deler geeft iedere speler drie willekeurige kaarten en zorgt dat er ook drie willekeurige kaarten (open) in het midden liggen; dit is de pot.
2. In één variant van het spel mag nu de persoon die na de deler aan de beurt is zijn drie kaarten omwisselen met de pot of gewoon behouden. In een andere variant houdt de deler bij het delen de kaarten in het midden bedekt en mag voordat er gespeeld wordt ervoor kiezen zijn kaarten met de pot te wisselen; hierna worden de kaarten in het midden open gelegd. Hierna begint het spel.
3. Per beurt mag elke speler een kaart met de pot wisselen en zo proberen een zo hoog mogelijke waarde te krijgen. De waarde wordt per kleur (harten, ruiten, klaveren, schoppen) geteld en het maximum van deze totalen zijn de punten. Hiernaast betekent driemaal dezelfde waarde (in verschillende kleuren) 30½ punten. In ęén variant zegt men, als er 7, 8 en 9 in de pot ligt vuile was en komen er drie nieuwe kaarten in het midden. De speler die geruild heeft moet wachten op de volgende beurt.
4. Als een speler denkt de hoogste waarde te hebben dan zegt hij/zij "pas". Als een speler 31 heeft zegt deze "stop het spel", "verbied" of “31 slaat alles”. Dat mag pas na één ronde (of in een andere variant pas als de speler aan de beurt is), maar dan mag er niet meer gewisseld worden. Als iemand gepast heeft, mag iedereen nog één rondje ruilen. De punten van alle spelers worden nu met elkaar vergeleken en diegene met de hoogste punten is de winnaar. Als een speler drie dezelfde kaarten heeft, heeft deze het op één na hoogste puntenaantal en is dan vrijwel zeker van een overwinning.
5. Als een speler drie azen heeft (normaal gesproken 30½ punten) is in sommige varianten de ronde direct klaar. Dit is de hoogst mogelijke score. De betreffende speler kan deze kaarten direct op tafel leggen. Mocht er met een puntensysteem gewerkt worden, zijn alle overige spelers een punt kwijt.

## Andere varianten
- Soms wordt ook gespeeld met punten, het doel is dan om niet te verliezen. Meestal wordt met vier punten begonnen en de verliezer raakt een punt kwijt. Als meerdere spelers de laagste waarde hebben, verliezen ze allen een punt. De eerste die alle punten verliest komt op de schopstoel of bok, 'zit op de kip' of 'mag lummelen' en ligt pas uit het spel als hij daarna nog eens verliest, alle andere spelers zijn uit het spel zodra ze hun laatste punt verliezen. Je wint door als laatste over te blijven.
- In Vlaanderen bestaat nog een variant die te beschouwen is als een kruising tussen poker en eenentwintigen/blackjack. In tegenstelling tot bij blackjack nemen spelers het tegen elkaar op in plaats van tegen de bank. De spelers krijgen elk één kaart (of twee indien het een duel tussen twee spelers betreft) die alleen zijzelf kunnen zien. Hierna volgen een aantal ronden waarbij gemeenschappelijke kaarten zichtbaar op tafel komen (in het begin twee, hierna telkens één kaart). Telkens beslissen de spelers of ze het houden bij de kaarten die op dat moment op tafel liggen, dan wel of ze nog een kaart willen. De bedoeling is met de som van de waarden van de eigen kaart van de speler enerzijds en de kaarten op tafel anderzijds een waarde te bekomen die zo dicht mogelijk bij eenendertig ligt, zonder 'bust' te zijn (waarde hoger dan 31). Bij dit spel is de regel meestal dat de eerste speler die drie punten scoort een pintje krijgt van de andere spelers.
- Soms wordt er gespeeld met een mystery card. Deze kaart ligt ondersteboven naast de drie open kaarten. Als een speler aan zet is mag de mystery card geruild worden.